# Skelton-gleccser
A Skelton-gleccser az Antarktika egyik nagy gleccsere. A gleccser a Sarki-fennsíkon ered a Viktória-föld déli részén és a Hillary-parton található Skelton-öbölnél csatlakozik a Ross-selfjégbe. A 62 kilométer hosszú, lassú folyású gleccser az antarktiszi jégpajzsban egy vályút képzett, melynek legmélyebb pontja helyenként több, mint 1000 méterrel a tengerszint alatt van. A gleccser legnagyobb ismert jégvastagsága 1450 méter. Keleti oldalát helyenként egy keselykő-szerű metamorf és metavulkanikus kőzetekből álló sáv borítja.
A gleccsert a nemzetközösségi transzantarktiszi expedíció (1956–1958) Edmund Hillary által vezetett új-zélandi csoportja nevezte el a Skelton-öböl után. Reginald W. Skelton hadnagy (1872–1965) Robert Falcon Scott Discovery-expedíciójának vezető hajómérnöke volt. Hillary csapata a Skelton-gleccseren keresztül talált utat a Sarki-fennsík felé, ahol az expedíció Vivian Fuchs vezette átkelő csapata részére depókat létesített, az átkelés segítésére. Szintén a Skelton-gleccseren át vezetett a négyhónapos, 2400 kilométeres Victoria Land Traverse-expedíció (1959–1960) útvonala, melynek során részletesen feltérképezték a Viktória-föld belső területeit.